# Ferdinand Hernlund

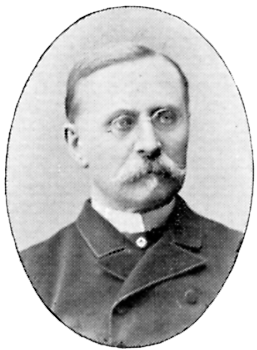
Carl Ferdinand Hernlund, Foto

Carl Ferdinand Hernlund (* 17. August 1837 in Eksjö, Småland, Schweden; † 18. Juni 1902 in Medevi, Östergötland, Schweden) war ein schwedischer Landschaftsmaler und Illustrator.

## Leben

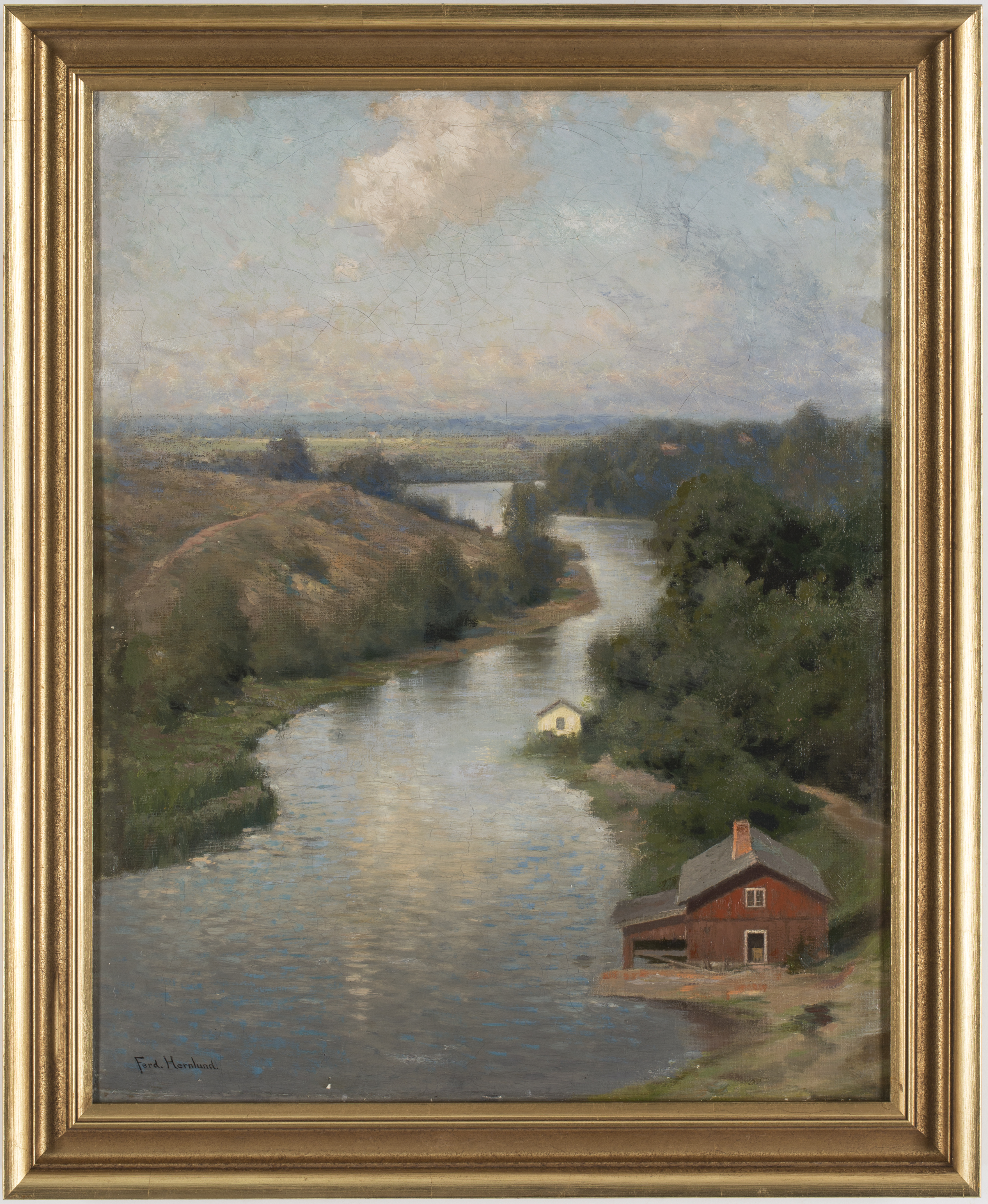
Landskap med vattendrag (Landschaft mit Gewässer)

Hernlund war der Sohn des Ratsherrn Johan Anton Hernlund (1807–1875) und dessen Ehefrau Anna Christina Stigell-Ulmgren. Er zeigte früh Interesse für die Kunst und begann bereits 1850, Veduten seiner Geburtsstadt Eksjö zu zeichnen. Dort arbeitete er 1862 als Zeichenlehrer. 1863 wurde er Privatschüler von Per Daniel Holm in Stockholm. Als dieser sich auf der Grundlage eines Stipendiums in Düsseldorf aufhielt, um die Landschaftsmalerei der Düsseldorfer Schule zu studieren, begab sich Hernlund auch dorthin. In den Jahren 1864/1865 lebte er dort und nahm ebenfalls Privatunterricht. Dann wechselte er nach Karlsruhe, wo er in den Jahren 1865/1866 lebte. Anschließend ließ er sich als Landschaftsmaler und Illustrator in Stockholm nieder. Mit Landschaftsmalereien aus Småland und Östergötland nahm er an Ausstellungen teil. In den Jahren 1874 bis 1875 hielt er sich zu weiteren Studien in München auf. 1875 vermählte er sich mit Lisen Fredrika Maria Lundvall. 1883 brachte ihn eine Studienreise nach Frankreich mit der Schule von Barbizon in Berührung. 1887 wurde Hernlund Mitglied der Stockholmer Akademie. In den Jahren 1888 bis 1898 hielt er sich in Linköping auf und lebte anschließend wieder in Stockholm.
Werke (Auswahl)
- Bildnisse von Kalmar slott und Borgholms slott (für König Oskar II. und dessen Frau Sofia zur Silberhochzeit 1882)
- Mühle in Valdemarsvik (1885)
- Landschaft in Östergötland (1887)
- Zeichnung von der Büste Carl Michael Bellmans in Djurgården (1901)